# Jakkanahalli, Ramanagara
Jakkanahalli là một làng thuộc tehsil Ramanagara, huyện Ramanagara, bang Karnataka, Ấn Độ.